# 2168 Swope
2168 Swope је астероид главног астероидног појаса са средњом удаљеношћу од Сунца која износи 2,452 астрономских јединица (АЈ).
Апсолутна магнитуда астероида је 12,8.